# Opostegoides scioterma
Opostegoides scioterma is een vlinder uit de familie van de oogklepmotten (Opostegidae). De wetenschappelijke naam van de soort is voor het eerst geldig gepubliceerd in 1920 door Meyrick als Opostega scioterma.